# Anglais technique simplifié
L'Anglais Technique Simplifié  (en anglais Simplified Technical English, STE) est une norme internationale (ASD STE-100) destinée à la production de documentation technique dans une langue contrôlée. Le STE en tant que langue contrôlée a été développé au début des années 1980 par l'Association européenne des constructeurs de matériel aérospatial (AECMA), afin de répondre à une demande des compagnies aériennes européennes, qui souhaitaient que la documentation de maintenance des avions soit rédigée dans un anglais standardisé plus facilement compréhensible par des utilisateurs non anglophones. Depuis, l'Anglais Technique Simplifié s'est étendu à l'aéronautique, au spatial, à la défense et à la maintenance. L'édition actuelle de la norme, publiée en janvier 2025, contient 53 règles d'écriture et un dictionnaire d'environ 900 mots approuvés.

## Histoire
Les premières ébauches d’une forme d’anglais contrôlé remontent aux années 1930 puis aux années 1970, avec le Basic English, Caterpillar Fundamental English, et Eastman Kodak (KISL).
La norme ASD-STE100 est gérée par le Simplified Technical English Maintenance Group (STEMG), un groupe de travail dépendant de l’ASD et formé en 1983.
Le Copyright de la norme ASD-STE100 est pleinement détenu par l’ASD.
En raison de la nature en perpétuelle évolution de la technologie et du langage technique, le STEM s'appuie également sur les retours des utilisateurs pour les changements et mises à jour. À partir de son Indice 6, en 2013, la norme est devenue gratuite. Au fil des années, plus de 18 900 copies officielles des Indices 6, 7 et 8 ont été distribuées. Quant à l’Indice 9, publié en janvier 2025, il a déjà été distribué à près de 1 000exemplaires (chiffre datant de mars 2025). Généralement, un nouvel indice est publié tous les trois ans.
Il est possible de demander gratuitement une copie de la norme ASD-STE100 sur le site Internet ASD-STE100 (ASD-STE100 website) ou par le biais de l’ASD.

## Structure de la Norme
La norme d’Anglais Technique Simplifié ASD-STE100 est divisée en deux parties :
1. Les règles d'écriture
2. Le dictionnaire

### Règles d'écriture
Les règles d'écriture couvrent les aspects grammaticaux et stylistiques. Elles sont différentes selon qu’il s’agit de rédiger des procédures ou des descriptions. Par ailleurs ces règles recouvrent des aspects grammaticaux et stylistiques. Les règles d’écriture concernent les aspects suivants (liste non-exhaustive) :
- Utiliser les mots approuvés et ce uniquement dans la classe grammaticale et avec le sens indiqués dans le dictionnaire.
- Rendre les instructions aussi claires et précises que possible.
- Ne pas utiliser de groupes nominaux composés de plus de trois mots.
- Utiliser les formes verbales approuvées pour composer uniquement les temps suivants :
  - L'infinitif
  - L'impératif
  - Le présent simple
  - Le passé simple
  - Le passé composé (utilisé comme adjectif uniquement)
  - Le futur.
- Ne pas utiliser d’auxiliaire pour former une structure verbale complexe.
- N’utiliser la forme en “-ing” d’un verbe que dans un terme technique ou comme élément modificateur d’un terme technique.
- Utiliser la voix active. Dans les descriptions, il est possible d'utiliser la voix passive mais uniquement lorsque l'agent n'est pas connu.
- Ne pas utiliser de voix passive dans les procédures.
- Utiliser autant que possible la voix active dans les descriptions.
- Écrire des phrases courtes : pas plus de 20 mots pour des instructions (procédures) et pas plus de 25 mots pour des descriptions.
- Ne pas omettre de mots (par exemple verbe, sujet, article) dans le but de raccourcir le texte.
- Recourir à des listes verticales lorsque le texte est complexe.
- Se limiter à une instruction par phrase.
- Se limiter à un sujet par paragraphe.
- Ne pas écrire plus de 6 phrases par paragraphe.
- Commencer les instructions de sécurité par un ordre clair ou une condition.

## Norme Spatiale et Militaire
L'Anglais Technique Simplifié est parfois utilisé comme terme générique pour langue contrôlée. Cette norme  a vu le jour comme norme d’écriture définie pour la documentation de maintenance aérospatiale, mais elle est devenue une exigence pour un nombre croissant de véhicules terrestres et maritimes, ainsi que pour des programmes d’armement. Bien que l’intention d’origine ne fût pas d’en faire une norme d’écriture générale, elle a été adoptée avec succès par d’autres domaines industriels et appliquée à un large éventail de documents. Le "Plain English (en)" lancé par le gouvernement américain n’a pas les limitations terminologiques strictes de la norme aérospatiale, mais représente une tentative de développement d’une norme d’écriture plus générale.
Depuis 1986, le STE a constitué une exigence des normes ATA i2200 (anciennement ATA100) et ATA104 (Formation), ainsi que de la norme S1000D. Le European Defence Standards Reference System (EDSTAR) recommande l’utilisation du STE comme l’une de ses bonnes pratiques pour la rédaction de documentation technique dans le cadre des contrats de défense par tous les membres de l’AED (Agence Européenne de Défense).

## Outils
Il existe différents logiciels d'aide à l'application de l'Anglais Technique Simplifié, mais aucun ne bénéficie d'une approbation ou certification officielle de la part du STEMG ou de l'ADS.